# Juan I de Montferrato
Juan I (hacia 1275 – 1305) fue el último marqués de Montferrato de la dinastía Aleramici, desde 1292 hasta su muerte. Juan fue el único hijo de Guillermo VII de Montferrato y su esposa Beatriz, hija de Alfonso X el Sabio, rey de Castilla y Léón. En su juventud, Juan fue puesto bajo la tutela de Tomás I de Saluzzo, durante el periodo en el que su padre fue prisionero en Alessandria. Guillermo murió en prisión y la paz fue quebrantada por los rebeldes del Piamonte. Carlos II de Nápoles y Sicilia intervino para defender los territorios de Juan, con la esperanza de convertirle en su vasallo en Piamonte.
Aliado con Carlos y Tomás, quienes renovaron la investidura de Dogliani, Juan luchó contra Asti y Alessandria para recuperar los territorios perdidos por su padre. Entró en conflicto con la casa de Saboya y el ducado de Milán. Felipe I de Saboya poseía Collegno, Grugliasco, Turín, y Pianezza que habían sido perdidos por Guillermo VII. La liga que formó Juan contra Mateo I Visconti logró expulsarle de la ciudad de Asti en 1302, logrando la total sumisión de sus habitantes al año siguiente.
En enero de 1305, Juan cayó enfermo mientras planeaba una nueva campaña contra Saboya. Unos pocos días después dictó su testamento, por el que entregaba sus tierras a la ciudad de Pavía. Pero su sobrino Teodoro I de Montferrato, hijo de su hermana Violante y del emperador bizantino Andrónico II Paleólogo, reclamó sus derechos y fue el que acabó heredando el marquesado. Fue enterrado junto a sus antepasados en la abadía de Santa María de Lucedio.
| Predecesor: Guillermo VII | Marqués de Montferrato 1292 - 1305 | Sucesor: Teodoro I |

- Datos: Q2252319